# Dominique Vaast
Pour les articles homonymes, voir Vaast (homonymie).
Dominique Vaast, né le 25 mars 1959 à Beaumont-sur-Oise, est un footballeur français des années 1970 et 1980. Durant sa carrière professionnelle, il évolue au poste de gardien de but en deuxième division, avec le Red Star puis le Stade rennais.

## Biographie
Né le 25 mars 1959 à Beaumont-sur-Oise, dans le département de Seine-et-Oise, Dominique Vaast fait ses débuts professionnels au Red Star lors de la saison 1977-1978. Troisième gardien derrière Claude Klimek et Denis Troch, il participe durant la saison à deux rencontres de Division 2 et à un match de Coupe de France. Le Red Star dépose le bilan le 23 mai 1978, abandonne le professionnalisme et repart en Division d'honneur pour la saison 1978-1979. Klimek et Troch partis, Dominique Vaast récupère le poste de titulaire à ce niveau.
En 1979, Dominique Vaast retrouve un club professionnel et la deuxième division en s'engageant au Stade rennais. Il y retrouve ses anciens coéquipiers René Izquierdo et Claude Klimek, dont il devient la doublure dans les buts rennais. Malgré ce statut, il dispute sept rencontres de D2 durant sa première saison en Bretagne. La saison suivante, il gagne progressivement sa place de titulaire au détriment de Klimek, et dispute vingt-trois matchs de championnat. Toutefois, en 1981, Dominique Vaast perd ce statut et devient la doublure de Jean-Noël Dusé, recruté entretemps par le Stade rennais. Au cours des deux saisons suivantes, il ne dispute ainsi que deux rencontres avec l'équipe professionnelle.
L'année 1983 marque la fin de la carrière de footballeur professionnel de Dominique Vaast, qui quitte le Stade rennais pour rejoindre le Paris FC, ce dernier évoluant alors en Division 4. Il joue encore sous les couleurs parisiennes durant la saison 1987-1988, alors que le PFC joue en Division d'honneur. Par la suite, il devient entraîneur dans des clubs amateurs de l'agglomération parisienne, comme l'US Pont, l'US Villiers-Saint-Paul, l'US Nogent-sur-Oise ou l'AS Lacroix-Saint-Ouen.

## Palmarès
En 1983, Dominique Vaast obtient son unique titre au niveau national en étant sacré champion de France de Division 2 avec le Stade rennais. Il dispute une rencontre avec l'équipe rennaise durant cette saison, la dernière de sa carrière de footballeur professionnel.

## Statistiques
| Saison                | Club                  | Championnat           | Championnat | Championnat | Coupe(s) nationale(s) | Coupe(s) nationale(s) | Total | Total |
| Saison                | Club                  | Division              | M.          | B.          | M.                    | B.                    | M.    | B.    |
| 1977-1978             | Red Star FC           | Division 2            | 2           | 0           | 1                     | 0                     | 3     | 0     |
| 1979-1980             | Stade rennais FC      | Division 2            | 7           | 0           | 0                     | 0                     | 7     | 0     |
| 1980-1981             | Stade rennais FC      | Division 2            | 23          | 0           | 3                     | 0                     | 26    | 0     |
| 1981-1982             | Stade rennais FC      | Division 2            | 1           | 0           | 0                     | 0                     | 1     | 0     |
| 1982-1983             | Stade rennais FC      | Division 2            | 1           | 0           | 0                     | 0                     | 1     | 0     |
| Total sur la carrière | Total sur la carrière | Total sur la carrière | 34          | 0           | 4                     | 0                     | 38    | 0     |